# 少年の町
少年の町（しょうねんのまち、Girls and Boys Town、旧称：Boys Town、Father Flanagan's Boys' Home）は、非行少年や問題のある子供の寄宿と教育のために設けられたアメリカ合衆国の児童自立支援施設。カトリック教会のNPO団体として運営されている。以前は、「少年の町」だったが、今は「少女と少年の町」になった。1917年、カトリックの聖職者だったエドワード・ジョゼフ・フラナガン神父により、ネブラスカ州のオマハの下町で創設された。「フラナガン神父の子供の家」という言い方もされた。
この施設は、現在、ネブラスカ州の「少年の町」村にあり、少女と少年の町全国本部として存在している。これは、オマハの歴史的保存建造物ともなっている。組織の名前は、そこで生活している少年たちの投票により、こうした助けを必要としている少女たちにも門戸が開かれていることを明らかにしようということで改称された。
1938年、フラナガン神父の著作に基づいて、『少年の町』というタイトルで映画が公開された。かなりの脚色も入ってはいるが、脚本は撮影の前にフラナガン神父本人のチェックを受けている。フラナガン神父を演じたのは、スペンサー・トレイシーで、その他にミッキー・ルーニー、ヘンリー・ハル、ジーン・レイノルズ、エドワード・ノリス、アディソン・リチャーズらが出演した。スペンサー・トレイシーは、この作品でアカデミー賞主演男優賞を受賞し、そのトロフィー、賞金の一切を少年の町に寄贈した。